# 桃花台新交通100系电力动车组
桃花台新交通100系电力动车组是桃花台新交通股份有限公司运营线路桃花台线上一款胶轮路轨系统列车，于1991年投入该线路使用，于2006年10月1日通该线路一同停用。

## 概要
桃花台新交通100系电力动车组是采用日本車輛製造开发的VONA（车辆新时代）系统，一共五组（1x1～1x5），其中前三组由日本車輛製造生产，后两组由三菱重工业生产。
每组列车由四节车厢组成，包括头部车厢110型，中间车厢120型、130型，尾部车厢140型。为了节约成本，列车采用单边带有驾驶室的设计，只能通过灯泡线掉头，每节列车也只在右侧设置一扇车门。

## 编组
|          | 桃花台新交通100系电力动车组 ←行驶方向方向无方向→ |          |          |           |
| 车厢编号 | 11x                                              | 12x      | 13x      | 14x       |
| 集电靴   | 有                                               | 有       | 有       | 有        |
| 形式區分 | 11X (Mc1)                                        | 12X (M2) | 13X (M3) | 14X (Mc4) |
| 載客量   | 43人                                             | 50人     | 50人     | 50人      |

范例
- Mc：帶司機室的動车
- M：不带受电弓有动力的动车

## 车辆数据
- 适用轨道：导轨位于中央同时负责供电
  - 自导导轨系统（Automated Guideway Transit）方式
- 電圧：直流750V
- 转向架：日車製ND-324 ND-324T、三菱重工製MDC　MTC（橡胶轮胎）
- 车辆编成：4节编组（带驾驶室拖车＋车厢＋车厢＋尾部车厢）
- 定員：193人
- 最高速度：55km/h
- 最大加速度：3.5km/h/s
- 减速度
  - 正常：3.5km/h/s
  - 紧急：4.5km/h/s

### 头部车厢
- 形式：110型、4輪電動制御客車
- 定員：43人（20个座位）
- 重量
  - 自重：10.9t
  - 定員重量：13.54t
- 带驾驶室的拖车

### 中间车厢
- 形式：120型及130型、4電動客車
- 定員：50人（24个座位）
- 重量
  - 自重：10.6t
  - 定員重量：13.6t
- 每节车厢前后均有铰接口

### 末部车厢
- 形式：140型、4輪電動制御客車
- 定員：50人（24个座位）
- 重量
  - 自重：10.6t
  - 定員重量：13.6t
- 只有行驶前进方向有铰接口[1]